# Reser
Reser je dvoudiskové kompilační album kapely Dymytry. Na jednom disku je remaster alba Neser, na druhém pak kompletní remake alba Psy-core a všechny původní skladby z EP Z pekla a Sedmero krkavců včetně novinky „Iluze“, k níž byl ve stejný den zveřejněn klip ve formě lyric videa.. Už v říjnu byl vydán videoklip k remaku skladby „Captain Heroin“, která poukazuje na problémy drogové závislosti. Klip obsahuje úryvky z filmu PIKO (2010). Album obsahuje navíc oboustranné plakáty s texty a fanouškovskými kresbami na motivy kapely.

## Seznam skladeb[3]

### Strana A (CD1) -Neserremastered
| Pořadí         | Název             | Hudba          | Text           | Délka |
| -------------- | ----------------- | -------------- | -------------- | ----- |
| 1.             | Squadra Razora    | Dymo           | Černý          | 2:38  |
| 2.             | Dejte mi pít      | Dymo           | Protheus       | 3:09  |
| 3.             | D.O.S.T.          | Protheus       | Protheus       | 3:48  |
| 4.             | Kdo ví co přijde  | Dymo           | Protheus       | 4:21  |
| 5.             | Neser!            | Neumann        | Protheus       | 3:39  |
| 6.             | Smysl už nehledám | Dymo           | Protheus       | 4:12  |
| 7.             | Kazatel           | Neumann        | Protheus       | 4:34  |
| 8.             | Benzín            | Gorgy          | Protheus       | 4:58  |
| 9.             | Hamerika          | Dymo           | Protheus       | 3:34  |
| 10.            | Strážná věž       | R2R            | Protheus       | 3:27  |
| 11.            | Protekční synek   | Dymo           | Protheus       | 3:55  |
| Celková délka: | Celková délka:    | Celková délka: | Celková délka: | 42:20 |

### Strana B (CD2) -Psy-coreremake, singly
| Pořadí         | Název                      | Hudba            | Text           | Původní album   | Délka |
| -------------- | -------------------------- | ---------------- | -------------- | --------------- | ----- |
| 1.             | Captain Heroin (videoklip) | Dymo             | Protheus       | Psy-core        | 3:12  |
| 2.             | Arabia                     | Dymo             | Protheus       | Psy-core        | 4:44  |
| 3.             | Silence (videoklip)        | Dymo             | Protheus       | Psy-core        | 3:20  |
| 4.             | Seš mrtvej!                | Dymo             | Protheus       | Psy-core        | 3:39  |
| 5.             | Z pekla                    | Dymo, Gorgy, R2R | Protheus       | Z pekla         | 6:28  |
| 6.             | Ne nikdy!                  | Dymo, Gorgy      | Protheus       | Z pekla         | 4:31  |
| 7.             | Barikády                   | R2R              | Protheus       | Sedmero krkavců | 3:53  |
| 8.             | Pod vodou                  | Gorgy            | Protheus       | Sedmero krkavců | 4:22  |
| 9.             | Sedmero krkavců            | Gorgy, Dymo      | Protheus, Dymo | Sedmero krkavců | 6:15  |
| 10.            | Iluze (videoklip)          | R2R              | Protheus       |                 | 4:06  |
| Celková délka: | Celková délka:             | Celková délka:   | Celková délka: | Celková délka:  | 44:30 |

## Sestava
- Jan „Protheus“ Macků (zpěv)
- Jiří „Dymo“ Urban (kytara)
- Jan „Gorgy“ Görgel (kytara)
- Artur „R2R“ Michajlov (basová kytara)
- Miloš „Mildor“ Meier (bicí)